# Kościół Świętego Krzyża w Obornikach
Kościół Świętego Krzyża w Obornikach – rzymskokatolicki kościół filialny należący do obornickiej parafii Miłosierdzia Bożego. Mieści się w Obornikach, w województwie wielkopolskim. Należy do dekanatu obornickiego archidiecezji poznańskiej.
Świątynia została zbudowana w XIV.w, w konstrukcji szachulcowej, i odrestaurowany w 1766 roku w przez mieszczkę obornicką Łucję Łoyczykowską. Remontowana w 1883 i 1914 roku. Jest to budowla jednonawowa, z węższym, trójbocznie zamkniętym prezbiterium i przylegającą do niego od północy zakrystią. Nad kruchtą od zachodu znajduje się wieża ze ścianami oszalowanymi deskami. Dachy są pokryte dachówkami. Wieża nakryta jest cebulastym hełmem z latarnią, pokrytym blachą. Wewnątrz znajdują się stropy z fasetami, o niejednakowej wysokości w nawie i prezbiterium. Na stropie jest namalowana polichromia z lat dwudziestych XX wieku, w prezbiterium znajduje się Oko Opatrzności w płomienistej glorii. Wyposażenie w stylu późnobarokowym i rokokowym pochodzące głównie z czasów budowy świątyni. W ołtarzu głównym jest umieszczony krucyfiks w stylu gotyckim z połowy XVI wieku, obok niego mieści się klęcząca rzeźba Marii Magdaleny, z 2 połowy XVIII stulecia. Ołtarze boczne wyposażone są w późnobarokowe obrazy. Na belce tęczowej znajduje się napis fundacyjny „Kościół niniejszy św. Krzyża wybudowano roku pańskiego 1766 kosztem Ł. Łoyczykowskiej”.